# 行定勲
行定 勲（ゆきさだ いさお、1968年8月3日 - ）は、日本の映画監督、演出家、脚本家。熊本県熊本市出身。

## 来歴・人物
小学生の時、熊本城で黒澤明監督の映画『影武者』が撮影されている現場を見て映画を作る人になりたいと思い、熊本県立第二高等学校卒業後、映像系の専門学校である東放学園専門学校 在学中より製作会社へ入社。岩井俊二監督のテレビドラマ（『GHOST SOUP』・『打ち上げ花火、下から見るか? 横から見るか?』、共にフジテレビ）の助監督、林海象監督のインディーズ系映画の助監督等を経て、岩井俊二監督の劇場映画『Love Letter』（1995年、ヘラルド・エース）・『スワロウテイル』（1996年、日本ヘラルド）、ハル・ハートリー監督の『FLIRT/フラート』（1995年）等に助監督として参加。
『OPEN HOUSE』（1997年、松竹）で長編映画初監督（第2回みちのく国際ミステリー映画祭 in 盛岡で新人監督奨励賞グランプリ。この頃から一部業界関係者から注目され始める。その後『OPEN HOUSE』を観たプロデューサーからの依頼で、『ひまわり』（第5回釜山国際映画祭批評家連盟賞）で劇場公開監督デビュー。『GO』（第25回日本アカデミー賞作品賞・最優秀主演男優賞・最優秀助演男優賞・最優秀助演女優賞）の成功で一躍脚光を浴び、『世界の中心で、愛をさけぶ』、『北の零年』、『春の雪』などの監督作品でヒットメーカーとなった。
2002年には、ミュージシャンで小説家の辻仁成原作の『サヨナライツカ』が、行定監督、坂本龍一の音楽、ワダエミの衣装、中山美穂と大沢たかおの主演で、フジテレビ製作、全国東宝系にて映画が公開される予定だったが、クランクイン直前に行定が降板した。
2006年4月からは、生まれ故郷のFM局（エフエム熊本）で月1回の生放送ラジオ番組『月刊行定勲』をスタートさせた。2007年から舞台演出も手掛ける。
2010年、映画『パレード』が第60回ベルリン国際映画祭において国際批評家連盟賞を受賞。2018年、映画『リバーズ・エッジ』で2度目の国際批評家連盟賞を受賞した。
2020年は4月17日公開予定だった『劇場』と6月5日公開予定だった『窮鼠はチーズの夢を見る』が、新型コロナウイルス感染症流行の影響で相次いで公開延期の憂き目に遭う。感染予防のために外出自粛が呼びかけられる中、「落ち込んでも何も生み出せない。困難な状況だからこそ作品作りを諦めてはならない」という決意のもと、伊藤ちひろとの共同脚本でリモートでの映画製作に取り組み、4月24日、YouTube Liveにて新作短編映画第1弾『きょうのできごと a day in the home』を配信。企画立ち上げから2週間弱での公開という異例の早さだった。リモート映画は1作にとどまらず、第2弾『いまだったら言える気がする』も製作。こちらは5月17日に同じくYouTube Liveで配信された。

## 作品

### 長編映画
- OPEN HOUSE（1998年6月映画祭上映、2003年12月13日公開、監督・脚本）
- ひまわり（2000年7月29日公開、監督・脚本）
- 閉じる日（2000年11月25日公開、監督・脚本）[9]
- 贅沢な骨（2001年8月25日公開、監督・プロデュース・脚本）
- GO（2001年10月20日公開、監督）
- ロックンロールミシン（2002年9月28日公開、監督・脚本）[10]
- セブンス アニバーサリー（2003年11月22日公開、監督）
- きょうのできごと a day on the planet（2004年3月20日公開、監督・脚本）
- 世界の中心で、愛をさけぶ（2004年5月8日公開、監督・脚本）
- 北の零年（2005年1月15日公開、監督）
- 春の雪（2005年10月29日公開、監督）[11]
- 遠くの空に消えた（2007年8月18日公開、監督・脚本）
- クローズド・ノート（2007年9月29日公開、監督・脚本）[12]
- 今度は愛妻家（2010年1月16日公開、監督）
- パレード（2010年2月20日公開、監督・脚本）
- つやのよる ある愛に関わった、女たちの物語（2013年1月26日公開、監督）
- 円卓 こっこ、ひと夏のイマジン（2014年6月21日公開、監督）
- 真夜中の五分前（2014年12月27日公開、監督）[1]
- ピンクとグレー（2016年1月9日公開、監督）
- ナラタージュ（2017年10月7日公開、監督）[13]
- リバーズ・エッジ（2018年2月16日公開、監督）[14]
- 劇場（2020年7月17日公開、監督）[15]
- 窮鼠はチーズの夢を見る（2020年9月11日公開、監督）[16]
- BiSH presents PCR is PAiPAi CHiNCHiN ROCK'N'ROLL（2022年6月10日公開、監督）
- ひとりぼっちじゃない（2023年3月10日公開、企画・プロデュース）
- サイド バイ サイド 隣にいる人（2023年4月14日公開、企画・プロデュース）
- リボルバー・リリー（2023年8月11日公開、監督）

### 短編・中編映画
- えんがわの犬（2001年2月映画祭上映、監督）
- Jam Films「JUSTICE」（2002年12月28日公開、監督・脚本）
- 月に沈む（2002年10月26日公開、監督・脚本）
- ユビサキから世界を（2006年7月公開、監督・脚本）
- ショコラの見た世界（2007年10月13日公開、監督）
- カメリア「Kamome」（2011年10月22日公開、監督）
- 初恋 第二篇（2012年公開、監督・脚本）
- 世田谷ラブストーリー（2015年1月6日公開、監督・脚本）
- うつくしいひと（2016年3月4日公開、監督・脚本）[17]
- 鳩 Pigeon（2016年10月26日公開、監督、第29回東京国際映画祭・国際交流基金 アジア三面鏡2016：リフレクションズ）
- ジムノペディに乱れる（2016年11月26日公開、監督、日活ロマンポルノ）[18]
- うつくしいひと サバ?（2017年夏公開、監督・脚本）
- いっちょんすかん（2018年4月6日公開、監督・脚本）
- その瞬間、僕は泣きたくなった-CINEMA FIGHTERS project-「海風」（2019年11月8日公開、監督・脚本）
- A day in the home Series（2020年、監督・脚本）
  - きょうのできごと a day in the home（4月24日配信）[19]
  - いまだったら言える気がする（5月17日配信）[20]
  - 映画館に行く日（2020年）

### テレビドラマ
- 恋、した。「ブルームーン」（1997年8月18日、テレビ東京、演出・脚本）
- 美少女H 2「死球」（1998年10月26日、フジテレビ、演出・脚本）
- なっちゃん家「なっちゃん家の鏡」（1998年11月14日、テレビ朝日、演出・原案）
- Tears「サンタクロースがいっぱい」（1998年12月24日、テレビ朝日、演出）
- JUDGE CAFE（2001年1月28日、3月25日、BS-i、演出）
- A SIDE B counseling 登校拒否の先生（2001年10月14日、BS-i、演出）
- A SIDE B counseling もうひとりの自分（2001年12月9日、BS-i、演出）
- カノン（2002年1月2日、WOWOW、監督）
- 私立探偵 濱マイク 「サクラサクヒ」（2002年7月22日、よみうりテレビ、監督・脚本）
- タスクフォース（2002年8月1日、BS-i、監督・脚本）
- にっぽんの名作〜朗読紀行 井上靖 猟銃（2003年1月28日、NHK BSハイビジョン、演出）
- 恋する日曜日 夢で逢えたら（2003年5月18日、BS-i、監督）
- 完璧な家族（2004年8月14日 - 9月18日、KBS2/Lemino、監督・脚本）[21]
- 平成猿蟹合戦図（2014年11月15日 - 12月20日、WOWOW、監督・脚本協力）

### 配信ドラマ
- 髪からはじまる物語（2005年2月配信、KOSEサロンスタイル、監督・脚本）
- ピュア（2006年10月配信、SEEDコンタクトレンズ、監督）
- 女たちは二度遊ぶ（2010年3月配信、BeeTV、監督）
- フレイム（2009年10月配信、マイナビ2011、監督）
- パーティーは終わった（2011年2月配信、BeeTV、監督）
- 恋のしくみ（2011年5月配信、FIVESTAR WEDDING、監督）
- 松竹梅白壁蔵「澪」スパークリング清酒のWEB限定ムービー（宝酒造）
  - 「『澪』と過ごす母の日」篇（2015年4月23日配信、演出）[22]
  - 「『澪』と過ごすハロウィン」篇（2015年10月配信、演出）[23]
- ザ・モキュメンタリーズ 〜カメラがとらえた架空世界〜 第8話「仮想俳優A」（2021年4月配信、WOWOWオンデマンド、本人役出演）[24][25] ※WOWOWプライムでも放送

### 舞台
- フールフォアラブ（2007年2月上演、演出）[3]
- 見知らぬ女の手紙（2008年5月・2013年6月・2014年8月上演、演出）
- パレード（2012年1月上演、演出）
- テイキング・サイド（2013年2月上演、演出）[26]
- ブエノスアイレス午前零時（2014年11月上演、演出）[27]
- タンゴ・冬の終わりに（2015年9月上演、演出）[28]
- 見知らぬ女の手紙（2024年12月上演、翻案・演出）[29]

### ミュージックビデオ
- LOVE and LIFE / 木村佳乃（1998年9月）
- Voyage / 浜崎あゆみ（2002年9月）
- くり返すは口ぐせと罪悪感 / 岩瀬敬吾（2002年10月）
- ユビサキから世界を / アンダーグラフ（2006年）
- 青春の雨 / ONE☆DRAFT（2008年8月）
- 祈り / 森友嵐士（2010年9月）
- 絶滅黒髪少女 / NMB48（2011年7月）
- 変わったかたちの石 / KinKi Kids（2012年1月）
- 幸せ願う彼方から / クラムボン（2013年5月）
- それでも世界は美しい / 塩ノ谷早耶香（2014年12月）[30]
- Right Now / ASIAN KUNG-FU GENERATION（2016年1月）[31]
- 恋に堕ちたら / レベッカ（2017年11月）[32]
- 革命 / MOROHA（2018年6月）[33]

### テレビCM
- コーセー サロンスタイル（2005年2月放映）
- 家庭教師のトライ トライ@HOME（2005年3月放映）
- コナカ リクルート&フレッシュマン（2005年10月放映）
- ドコモ SO903i（2007年1月放映）
- 毎日コミュニケーションズ マイナビ2011（2009年10月放映）
- FIVESTAR WEDDING（2011年5月放映）
- 大東建託 DK SELECT（2018年2月）[34]
- 銀座ダイヤモンドシライシ（2018年5月放映）[35]

### オリジナルビデオ
- プレシャスメモリー パラシュートが消えた夏（1997年発売、監督）

### メイキング
- メイキング・オブ GO（2001年、監修）
- きょうのできごとというできごと（2004年、監修）
- 世界の中心で、愛をさけぶ 朔太郎とアキの記憶の扉（2004年、監督）
- 春の雪〜清顕と聡子の追想物語〜（2005年、監修）
- 遠くの空に消える前（2007年、監修）
- クローズド・ノート Music Movie with YUI（2007年、監修）

### 映画予告編
- キェシロフスキ・コレクション〜ゆらめく愛の輪郭/ワルシャワからパリへ〜（2006年公開、演出）（クシシュトフ・キェシロフスキ監督）
- スカイ・クロラ The Sky Crawlers（2008年公開、演出）（押井守監督）

### 作詞
- ま、いいや / クレイジーケンバンド（2013年1月23日） - 横山剣と共作[36]

### 助監督作品
映画
- 我が人生最悪の時（1994年3月5日公開）（林海象監督）
- 遥かな時代の階段を（1995年3月18日公開）（林海象監督）
- Love Letter（1995年3月25日公開）（岩井俊二監督）
- 打ち上げ花火、下から見るか? 横から見るか?（1995年8月12日公開）（岩井俊二監督）
- スワロウテイル（1996年9月14日公開）（岩井俊二監督）
- アトランタ・ブギ（1996年11月9日公開）（山本政志監督）
- FLIRT（1997年3月公開）（ハル・ハートリー監督）
- 四月物語（1998年3月14日公開）（岩井俊二監督）
- DOG-FOOD（1999年4月24日公開、演出補）（田辺誠一監督）

テレビドラマ
- GHOST SOUP（1992年12月21日放映）（岩井俊二監督）
- 打ち上げ花火、下から見るか? 横から見るか?（1993年8月26日放映）（岩井俊二監督）
- ルナティック・ラヴ（1994年1月6日放映）（岩井俊二監督）

オリジナルビデオ
- 毛ぼうし（1997年3月発売）（岩井俊二監督）

## 受賞歴
- 『GO』
  - 第25回日本アカデミー賞最優秀監督賞[37]
  - 第44回ブルーリボン賞監督賞
  - 第11回日本映画批評家大賞監督賞[38]
  - 第14回日刊スポーツ映画大賞・石原裕次郎賞監督賞
  - 第16回高崎映画祭若手監督グランプリ
  - 第75回キネマ旬報ベスト・テン日本映画監督賞
- 『世界の中心で、愛をさけぶ』
  - 第28回日本アカデミー賞優秀作品賞
- 『北の零年』
  - 第29回日本アカデミー賞優秀監督賞
- 『遠くの空に消えた』『クローズド・ノート』
  - 第1回HIHOはくさい映画賞
- 『パレード』
  - 第60回ベルリン国際映画祭国際批評家連盟賞
- 『ブエノスアイレス午前零時』『タンゴ・冬の終わりに』
  - 第18回千田是也賞
- 『うつくしいひと』
  - ショートショート・フイルム・フェスティバル&アジア2016観光映像大賞[39]
- APNアワード（2016年）[40]
- 『リバーズ・エッジ』
  - 第68回ベルリン国際映画祭国際批評家連盟賞[6]